# حبيب زعبلاوي
حبيب سعيد زعبلاوي (31 مايو 1978 -) هو صحفي ومنتج أول ( Senior Producer / Senior Journalist ) في قنوات بي إن سبورت العربية (الجزيرة الرياضية سابقا) بدأ مراسلا لقناة العربية في عمان وكاتبا أسبوعيا في صحيفة الدستور الرياضي أصبح بالإضافة لذلك مراسلا لمجلة سوبر الرياضية الدولية عمل متعاونا مع التلفزيون الأردني – القناة الرياضية لفترة وجيزة وفاز بجائزة أفضل مراسل رياضي عربي اثناء عمله في العربية عام 2004 انتقل بعدها للعمل في قنوات ART الرياضية مراسلا رئيسيا للقناة ومحررا ومنتجا ومقدما للأخبار ساهم في عمل الكثير من البرامج القصيرة في القناة والملخصات وقام بتقديم وإعداد أول أستديوهات مباشرة لكرة القدم الأردنية عبر شبكة راديو وتلفزيون العرب عام 2005 كما كان منتجا لأول نشرات الأخبار في قناة ART الرياضية عمل معلقا لرياضية السيارات في القناة وقام بالتعليق على أبرز سباقات السيارات مثل سباقات DTM المعروفة بمشاركة نخبة السائقين المعتزلين أمثال هاكينن وفرينتزين وسباقات بورش العالمية كان أول وأصغر عربي يقوم بتغطية نهائي دوري أبطال أوروبا لكرة القدم من قلب الحدث وذلك في عام 2005 في إسطنبول والنهائي الذي جمع ليفربول الإنجليزي مع إي سي ميلان الإيطالي انتقل للعمل في قناة الغد الأردنية  (ATV) رئيسا للتحرير ومقدما رئيسيا للبرامج الرياضية والنشرات ثم انتقل بعدها للعمل في قناة أبو ظبي الرياضية منتجا ومعدا للبرامج وكافة مباريات الكرة السعودية إضافة إلى أبرز أحداث القناة من بطولات كبرى مثل بطولة العالم للفورميلا ون وبطولة كأس أمم آسيا واولمبياد لندن وتصفيات كأس العالم ودوري أبطال آسيا والدوري الإماراتي قبل أن ينتقل للعمل في قناة الجزيرة الرياضية.

## أبرز الاحداث التي قام بتغطيتها
• أصغر مراسل عربي يقوم بتغطية كأس العالم كاملا عندما غطى أكثر من 19 مباراة من قلب الحدث من بينها الافتتاح والختام ونصف النهائي وأجرى أكثر من 45 مقابلة حصرية خلال البطولة مع أبرز النجوم ومنهم: بالاك وزيدان وكانافارو وتوتي وفيجو وسكولاري وريبيري وتورام ولوكا توني وشفاينشتايغر وشفتشينكو وألونسو وبويول وكاسيياس وتشيلافيرت ورايمون دومونيك وجو كول وغيرهم.

• صاحب فكرة واسم برنامج 7 Days الذي عرض على قنوات ARTسبورت لمدة عامين

• العربي الوحيد الذي قام بتغطية أولمبياد شتوي كاملا كمراسل ومنتج من قلب الحدث في جبال الألب وكان ذلك في أولمبياد تورينو 2006 وقام بالإعداد والتقديم لاستديو مباشر من القرية الأولمبية من تورينو

• قام بتغطية كأس العالم للاندية في اليابان لعام 2006 وأجرى من خلاله عددا من المقابلات مع أبرز النجوم أمثال رافاييل بينيتيز وأموروسو والحارس روجيريو سيني

• قام بتغطية نهائي دوري أبطال العرب 2005 من قلب الحدث في الدار البيضاء المغربية بين الرجاء البيضاوي المغربي وإنبي المصري

• قام بتغطية العديد من جولات دوري أبطال أوروبا لكرة القدم لموسمي 2005 و2006

• قام بتغطية العديد من مباريات تصفيات كأس العالم لكرة القدم 2006 ومن ضمنها مباريات الملحق مثل البحرين وترينيداد وتوباغو في البحرين

• قام بتغطية بطولة العالم للفورميلا ون من قلب الحدث

• قام بتغطية العديد من جولات بطولة دوري أبطال العرب لكرة القدم

## الجوائز
• حاز على لقب أفضل مراسل رياضي عربي في أكبر استفتاء جماهيري لعامي 2005 و2006 

• نالت تغطية قناة أبو ظبي الرياضية لبطولة العالم للفورميلا ون على جائزة أفضل تغطية لسباق على مستوى العالم وحينها كان المنتج الوحيد لهذه البطولة في قنوات أبو ظبي الرياضية